# فاجن (شهر)
فاجن (بالبنجابية:ਫੱਗਣ) هو الثاني عشر والأخير حسب التقويم السيخي، ويتزامن ما بين 12 فبراير و 13 مارس من التقويم الغريغوري ومكون من 30 يوم.

## روابط خارجية
- www.dsl.pipex.com نسخة محفوظة 10 مارس 2007 على موقع واي باك مشين.
- www.sikhitothemax.com SGGS Page 133
- www.srigranth.org SGGS Page 133
- www.sikhcoalition.org